# 钩叶藤
钩叶藤（学名：Plectocomia pierreana），为棕榈科钩叶藤属下的一个植物种。钩叶藤主要分佈在中國雲南南部及东南部局部地区等地，在泰國西北也能見到钩叶藤的影子。钩叶藤的花期大約2個月，而果期在5至6個月之間。